# 바하마의 총독

총독기

바하마의 총독(Governor-General of The Bahamas)은 바하마의 군주인 영국 국왕의 국가원수 업무를 대신하는 대표이다. 정부수반인 바하마의 총리에 의해 추천되어 영국 군주에 의해 임명된다. 실질적 권력은 없으며 정치적 중립을 준수해야 한다.

## 같이 보기
- 바하마의 총리